# Piotrkówko (województwo wielkopolskie)
Piotrkówko – wieś w Polsce położona w województwie wielkopolskim, w powiecie szamotulskim, w gminie Szamotuły.
W latach 1975–1998 miejscowość administracyjnie należała do województwa poznańskiego.
We wsi pozostałości cmentarza ewangelickiego z nielicznymi nagrobkami i krzyżem.
15 lutego 1383 na położonych nieopodal wsi polach miała miejsce największa bitwa wojny Grzymalitów z Nałęczami (1382-1385).  
Zobacz też: Piotrkowo